# Stegna (gemeente)
De gemeente Stegna is een landgemeente in het Poolse woiwodschap Pommeren, in powiat Nowodworski (Pommeren).
De gemeente bestaat uit 18 administratieve plaatsen solectwo : Bronowo, Chełmek, Chorążówka, Drewnica, Głobica, Izbiska, Jantar, Junoszyno, Mikoszewo, Niedźwiedzica, Przemysław, Rybina, Stegienka, Stegna, Stobiec, Świerznica, Tujsk, Żuławki
De zetel van de gemeente is in Stegna.
Op 30 juni 2004 telde de gemeente 9531 inwoners.

## Oppervlakte gegevens
In 2002 bedroeg de totale oppervlakte van gemeente Stegna 169,57 km², waarvan:
- agrarisch gebied: 72%
- bossen: 10%

De gemeente beslaat 25,98% van de totale oppervlakte van de powiat.

## Demografie
Stand op 30 juni 2004:
| Omschrijving                   | Totaal | Totaal | Vrouwen | Vrouwen | Mannen | Mannen |
| ------------------------------ | ------ | ------ | ------- | ------- | ------ | ------ |
| eenheid                        | aantal | %      | aantal  | %       | aantal | %      |
| inwoners                       | 9531   | 100    | 4786    | 50,2    | 4745   | 49,8   |
| bevolkingsdichtheid (inw./km²) | 56,2   | 56,2   | 28,2    | 28,2    | 28     | 28     |

In 2002 bedroeg het gemiddelde inkomen per inwoner 1613,77 zł.

## Plaatsen zonder de statussołectwo
Broniewo, Cysewo, Dworek, Kępa Rybińska, Niedźwiedziówka, Nowotna, Popowo, Rybinka, Stawidła, Szkarpawa, Wiśniówka, Wybicko, Zadwórze, Żuławki Książęce

## Aangrenzende gemeenten
Cedry Wielkie, Gdańsk, Nowy Dwór Gdański, Ostaszewo, Sztutowo. De gemeente grenst aan de Oostzee.